# جزیره نارکوندام
جزیره نارکوندام (به انگلیسی: Narcondam Island) یک جزیره آتشفشانی در هند است که در جزایر آندامان و نیکوبار واقع شده‌است. جزیره نارکوندام ۱۶ نفر جمعیت دارد و ۷۱۰ متر بالاتر از سطح دریا واقع شده‌است.